# Lucien Roisin Besnard
Lucien Roisin Besnard (L. Roisin) (París, 1884 - Barcelona, 1943) fou un fotògraf i editor francès, establert a Barcelona i conegut per la gran quantitat de postals que va produir o aplegar de molts racons de Catalunya i Espanya durant la primera meitat del segle xx.
Les dades sobre la seva joventut són poc precises i varien segons les fonts. Va néixer a París i s'especula sobre el començament de la seva activitat fotogràfica al barri de Montmartre de la capital francesa. No hi ha consens tampoc sobre la data de l'arribada a Barcelona, però, a partir de les postals conservades i una menció a La Vanguardia, es pot afirmar que al voltant de 1912 ja s'havia establert a la ciutat. Casat amb Ana Sierra Moreno en 1924, va morir el 16 de febrer de 1943 amb 58 anys, sense deixar cap fill.

## La Casa de la Postal

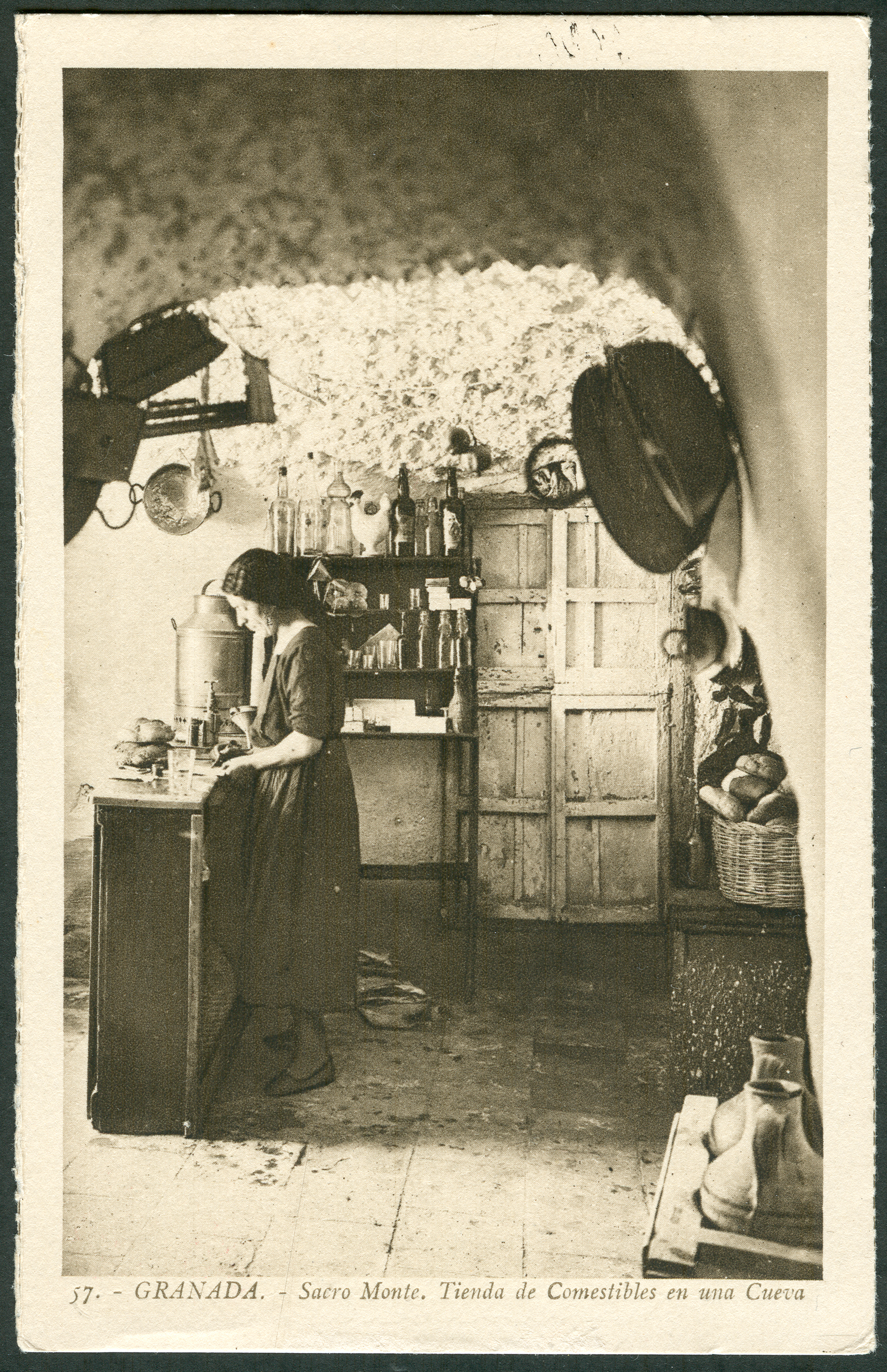
Postal numéro 57 L. Besnard: Granada, Sacro Monte.Tienda de Comestibles en una Cueva. (Anverso)

Com a fotògraf industrial, va ser conegut com a Luciano Roisin o L. Roisin. Va tenir com a primer adreça professional el Passeig Sant Joan de Barcelona, però més endavant va obrir una botiga a la Rambla de Santa Mònica de Barcelona. Aquest negoci, Postales Roisin, conegut també sota el nom de La Casa de la Postal, va ser molt popular durant l'època. Després de la seva mort en 1943, el seu nebot va canviar la marca professional de Roisin per Sobrino de L. Roisin. Els seus nebots Robert i Lucienne Roisin Duc van continuar el negoci de la botiga fins aproximadament el 1962.
Les postals, lligades al foment del turisme, es van obtenir a partir de fotografies pròpies i alienes. Com a editor de postals va treballar sovint amb fotografies d'altres autors, fotògrafs locals als quals comprava els clixés, per poder cobrir la gran demanda. A causa de la manca de documentació i la quantitat d'imatges de "Postales Roisin", la identitat d'aquests fotògrafs no s'ha pogut establir.

## Conservació de l'obra
A causa de la gran producció de Roisin, les seves obres es poden trobar a diversos arxius, com l'Arxiu Nacional de Catalunya, tot i que la major part es conserva a l'Arxiu Històric Fotogràfic de l'Institut d'Estudis Fotogràfics de Catalunya, amb una col·lecció que supera les 77.000 imatges, de les quals 44.100 són postals i 33.100 són negatius. La gran popularitat de les postals publicades per Roisin ha afavorit que aquestes es puguin trobar fàcilment entre els cercles de col·leccionistes.

## Fons personal
El seu fons personal es conserva a l'Arxiu Nacional de Catalunya. El fons del fotògraf L. Roisin es trobava a la botiga de venda de fotografies anomenada "Mundo fotogràfic". La seva propietària, Francisca Rodríguez, va vendre a l'ANC la totalitat del material conservat de l'esmentada empresa junt amb els arxius fotogràfics d'Antoni Esplugas, Luciano Roisin i Gonsanhi. Va ser doncs adquirit en compravenda pel Departament de Cultura a la propietària, Francisca Rodríguez Rodríguez, segons contracte signat a Barcelona el 19 de juny de 1997 i signat d'una banda per Joan M. Pujals i Vallvé, llavors conseller de Cultura de la Generalitat de Catalunya, i l'esmentada venedora, Francisca Rodríguez Rodríguez. El fons ingressà a l'ANC el dia 17 de juny de 1997. Està format per un lot de 45 negatius de postals de Barcelona; 187 d'altres poblacions d'Espanya, Andorra i Nord d'Àfrica i 247 de llocs no identificats, amb Vistes panoràmiques i desplegables que constitueixen la petita part de la seva producció que va passar a mans d'Eloi Nebreda.